# Robert Shapiro (avocat)
Ne doit pas être confondu avec Robert Shapiro (homme d'affaires).
Pour les articles homonymes, voir Robert Shapiro et Shapiro.
Robert Leslie Shapiro, également surnommé Bob Shapiro, né le 2 septembre 1942 à Plainfield, est un avocat américain.
Il est principalement connu pour son implication dans l'équipe d'avocats (Dream Team) qui a défendu avec succès O. J. Simpson dans l'affaire qui porte son nom en 1995. Il s'opposa à la stratégie de Johnnie Cohran de jouer la carte raciale pour le procès. Dans des déclarations ultérieures, Shapiro déclare que la « justice légale » a été rendue, O. J. Simpson est non coupable du fait du doute raisonnable des jurés mais qu'il ne discute pas de la « justice morale » du verdict. Il rajoute que le prix à payer pour éviter des erreurs judiciaires est d'avoir quelquefois des coupables en liberté,.
Il défendit Christian Brando (en) dans une autre affaire.
Il joue son propre rôle dans le film Jeux de gangs (2005).
Son rôle dans l'affaire O. J. Simpson a été joué par plusieurs acteurs dans différentes œuvres cinématographique, John Travolta, Ron Silver ou encore Bruce Weitz.